# Trioza cerastii
Trioza cerastii är en insektsart som först beskrevs av Linnt 1758.  Trioza cerastii ingår i släktet Trioza, och familjen spetsbladloppor. Arten är reproducerande i Sverige. Inga underarter finns listade i Catalogue of Life.